# Poręby Wolskie
Poręby Wolskie est une localité polonaise de la gmina de Raniżów, située dans le powiat de Kolbuszowa en voïvodie des Basses-Carpates.